# Világóceán

Az animált térkép a világ óceánjainak különböző felosztásait mutatja. A világóceán egy összefüggő, folytonos víztest, melyet több fő részre osztottak fel.

A világóceán vagy globális óceán a Föld óceánjainak összekapcsolt rendszere, mely magában foglalja a Föld felszínének megközelítőleg 71%-át borító hidroszférát.
A világóceán egysége és folytonossága, a víz egyes részei közti viszonylag szabad áramlásával és kicserélődésével alapvető fontosságú az oceanográfia számára. A világóceánt több fő részre osztották fel, melyeket a kontinensek és más oceanográfiai tulajdonságok határolnak le. A felosztás a következő: Atlanti-óceán, Jeges-tenger (vagy Arktikus-óceán, néha az Atlanti-óceán tengerének tekintik), Csendes-óceán, Indiai-óceán és Déli-óceán (általában csak angol nyelvterületen használatos, máshol az Atlanti-, a Csendes- és az Indiai-óceán déli részének tekintik). Ezenkívül az óceáni víz sok kisebb tengerrel, öböllel és tengeröböllel tarkított.
A globális óceán gondolata már a klasszikus antikvitás idejére visszanyúlik Ókeanosz alakjában. A világóceán elképzelés azonban Julij Sokalszkij orosz oceanográfus nevéhez fűződik, aki a 20. század elején írta le, hogy mi lényegében ez az egyedülálló, folytonos óceán, mely beborítja és körülveszi a Föld jelentős részét.
Ha vizuálisan szemléltetni akarjuk a világóceánt, a középpontja a Déli-óceán lesz, melynek északra nyúló „öble” lesz a Csendes-, az Atlanti- és Indiai-óceán. Északon az Atlanti-óceán a Jeges-tengerre nyílik, mely szintén összeköttetésben van a Csendes-óceánnal is a Bering-szoroson keresztül.
A világóceán megközelítő alakját gyakran szándékosan állandónak tekintik, bár ez nem helyénvaló, ugyanis a kontinensek sodródása során változik a szerkezete. A legegységesebb világóceán a Panthalassza volt, mely a Pangea szuperkontinenst vette körül.

## Lásd még
- Tenger
- Lemeztektonika
- Szuperóceán
- World Ocean Atlas
- Hét tenger
- A Föld vizének eredete
- Ókeanosz

## Fordítás
Ez a szócikk részben vagy egészben  a   World Ocean című angol Wikipédia-szócikk ezen változatának fordításán alapul.  Az eredeti cikk szerkesztőit annak laptörténete sorolja fel. Ez a jelzés csupán a megfogalmazás eredetét és a szerzői jogokat jelzi, nem szolgál a cikkben szereplő információk forrásmegjelöléseként.